# Тимуридская архитектура

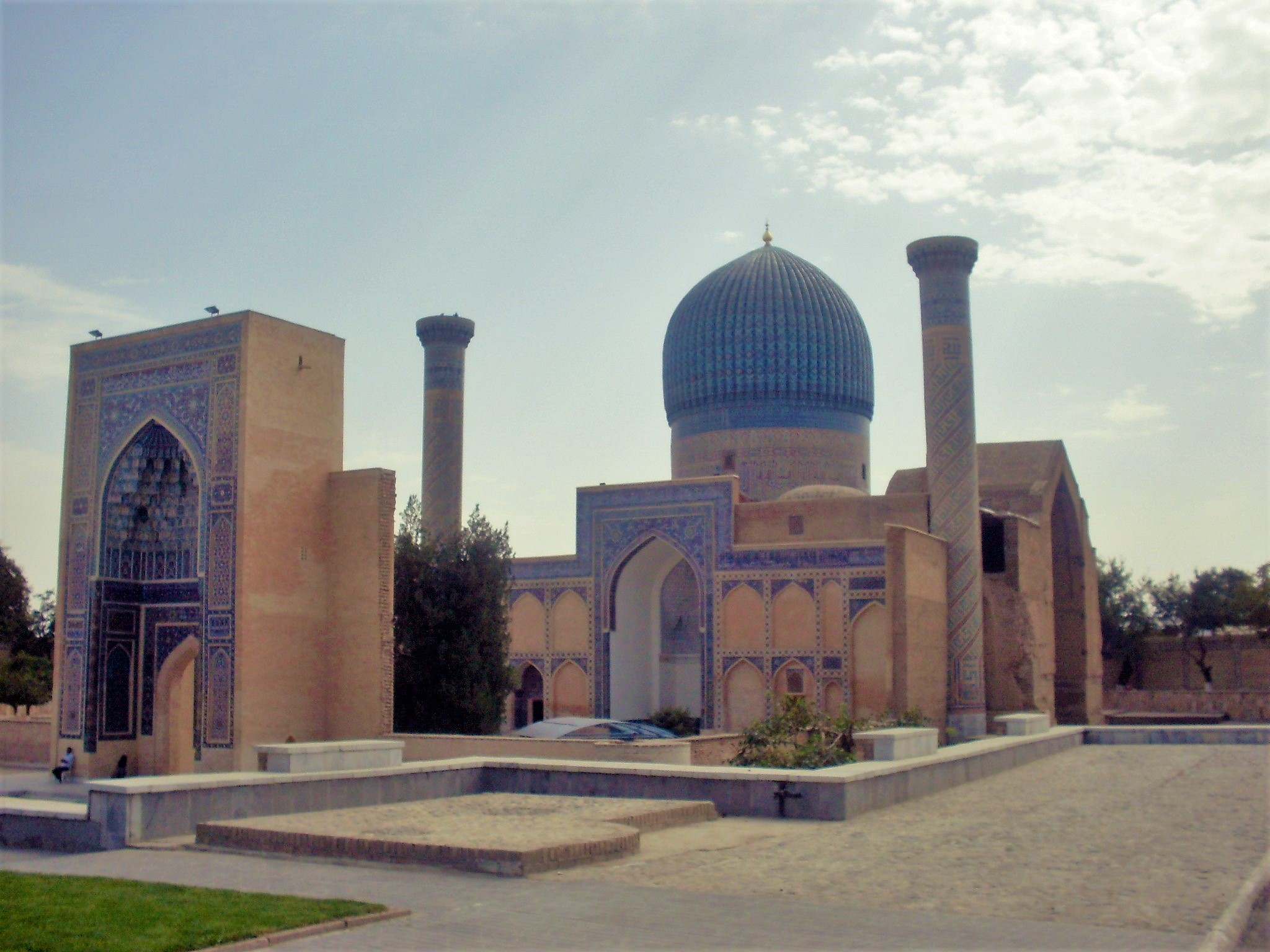
Мавзолей Тамерлана Гур-Эмир в Самарканде (Узбекистан)

Тимуридская архитектура — архитектурный стиль, возникший в империи Тимуридов (XIV-XVI вв.). 

## География
Ядром тимуридского государства был Мавераннахр (совр. Узбекистан) и земли Большого Хорасана (Восточный Иран и Северный Афганистан). Основные памятники данной архитектуры располагались в Самарканде — столице империи Тимуридов.

## Идеология
Для Тимура великолепие архитектурных сооружений, выполнявшихся по его заданию, было одной из задач политического плана — и это сформировано в надписи на портале дворца Аксарая «Если хочешь убедится в нашем могуществе — взгляни на наши постройки!».

## Характерные черты
Отличительными особенностями данной архитектуры являются помпезность, колоссальность, величие замысла и богатый декор. В градостроительстве присутствовала идея ансамбля. В центре города располагалась площадь (узб. maydon: Регистан) с цитаделью. Водоснабжение осуществлялось с помощью системы арыков. Для нужд путешественников и купцов создавались гостиницы-ханаки. Общественные постройки были представлены мечетями (Голубая мечеть), медресе, дворцами (Куксарай) и караван-сараями. Обсерватория Улугбека представляла собой трехэтажную цилиндрическую конструкцию высотой в 30 метров. Внутри постройки часто располагался двор (50 на 55 м).
Характерной тимуридской постройкой является кубический мавзолей (чахартак) с однотонным, преимущественно голубым (бирюзовым) куполом на барабане. Купол мавзолея Ясави имеет высоту в 44 метра и диаметр 22 метра. Важным элементом тимуридских построек был выделяющийся на фоне стен портал-пештак со стрельчатой аркой айваном. Портал Биби-Ханым достигает 33 метров в высоту, а портал Аксарая был еще выше — 70 м. Основной строительный материал — кирпич, скрепляемый ганчевым раствором. Кирпич покрывался штукатуркой. Для облицовки купола использовалась майолика. В декоре экстерьера применялась мозаика из изразцов (моаррак), а также мраморные плиты.  

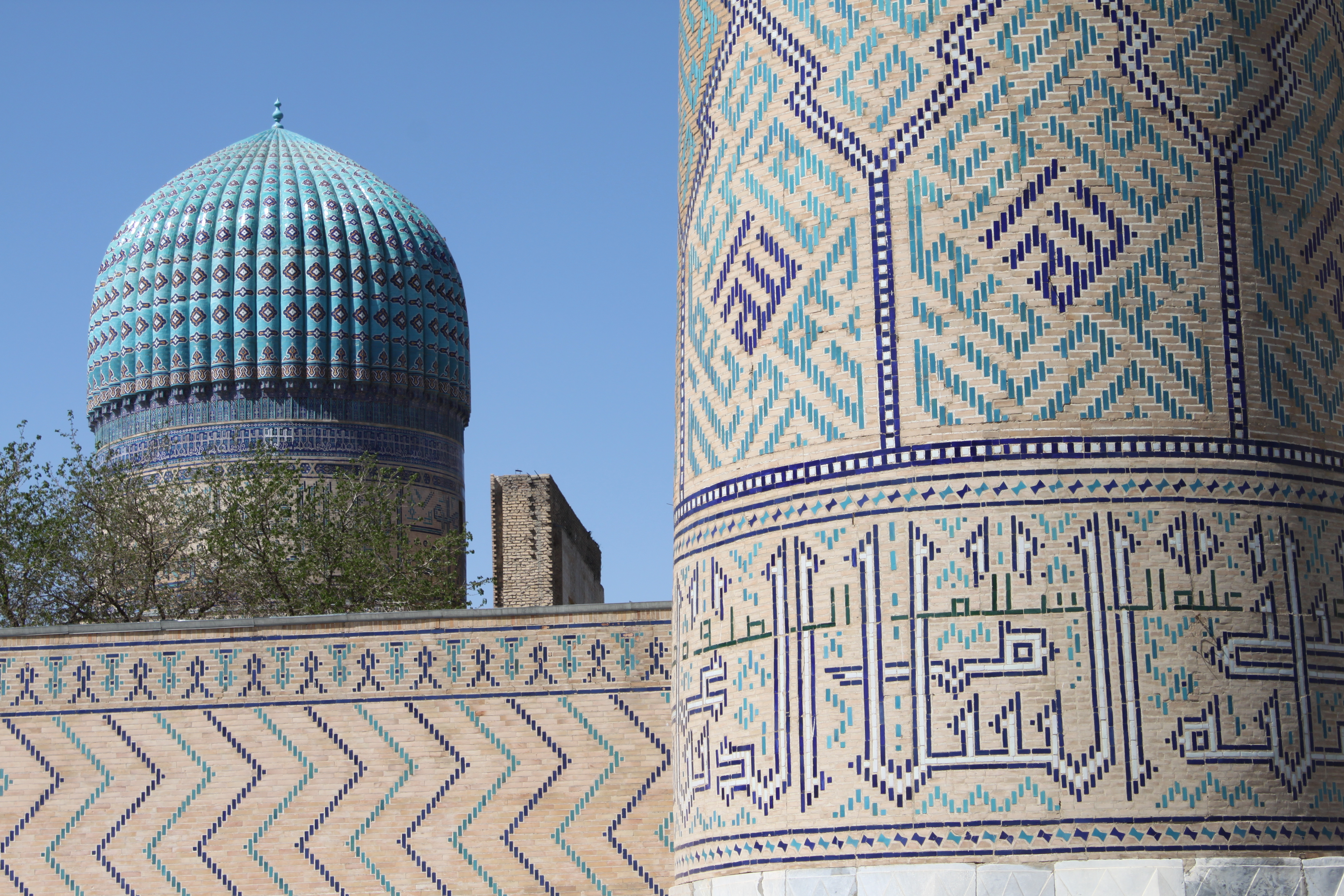
Детали внешней отделки Биби-Ханым в Самарканде (Узбекистан)

## Интерьер
В интерьере нередки стрельчатые ниши высотой до 9 метров (ширина 4 и глубина 3 метра). На стенах вывешивались ковры, кошмы и оружие. Окна декорировались витражами c цветными стеклами и ажурными решетками-панджарами. Для искусственного освещения применялись свечи в настенных бронзовых подсвечниках и потолочные золотые люстры. 

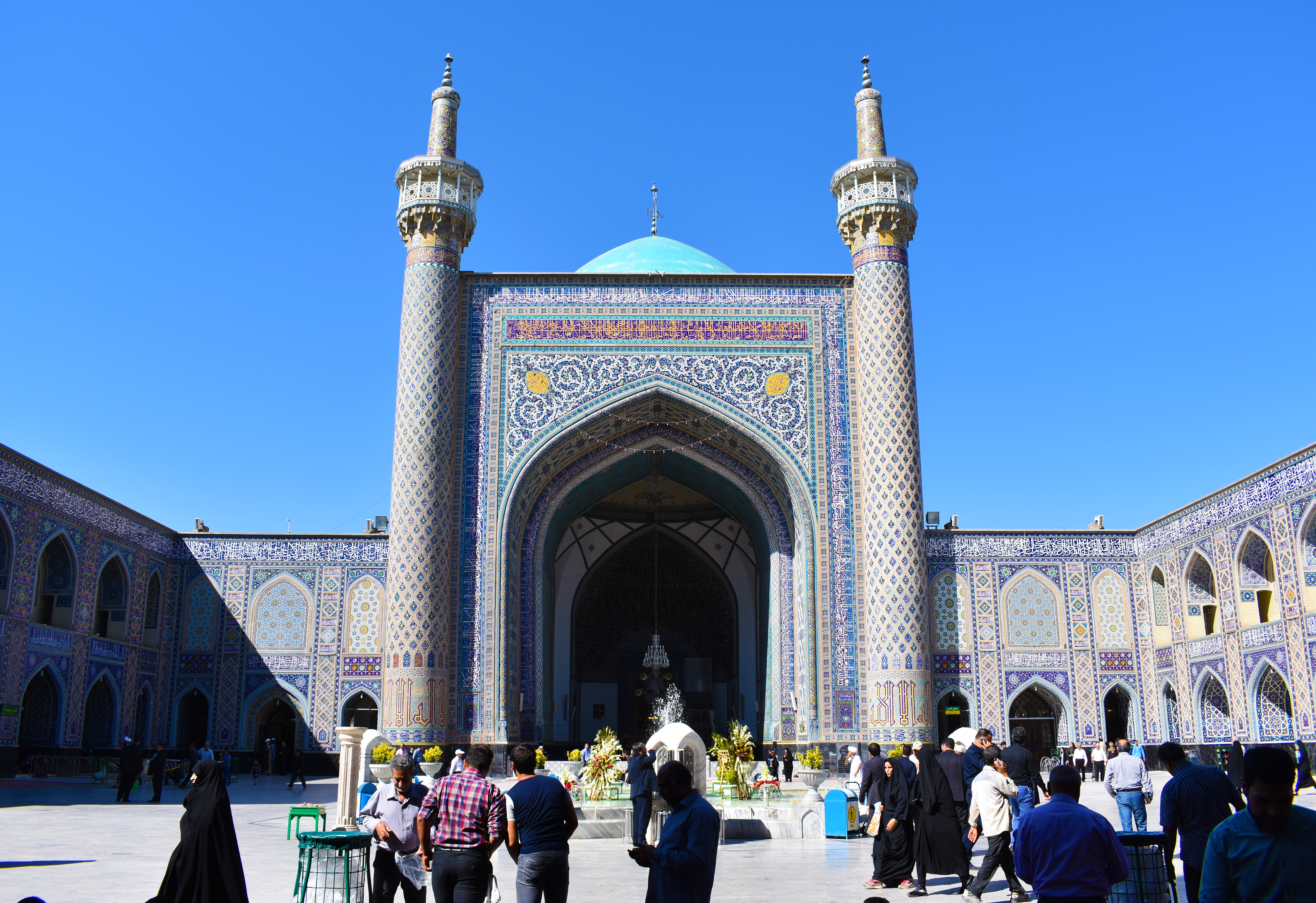
Мечеть Гавхаршад бегим в Мешхеде

## Орнамент

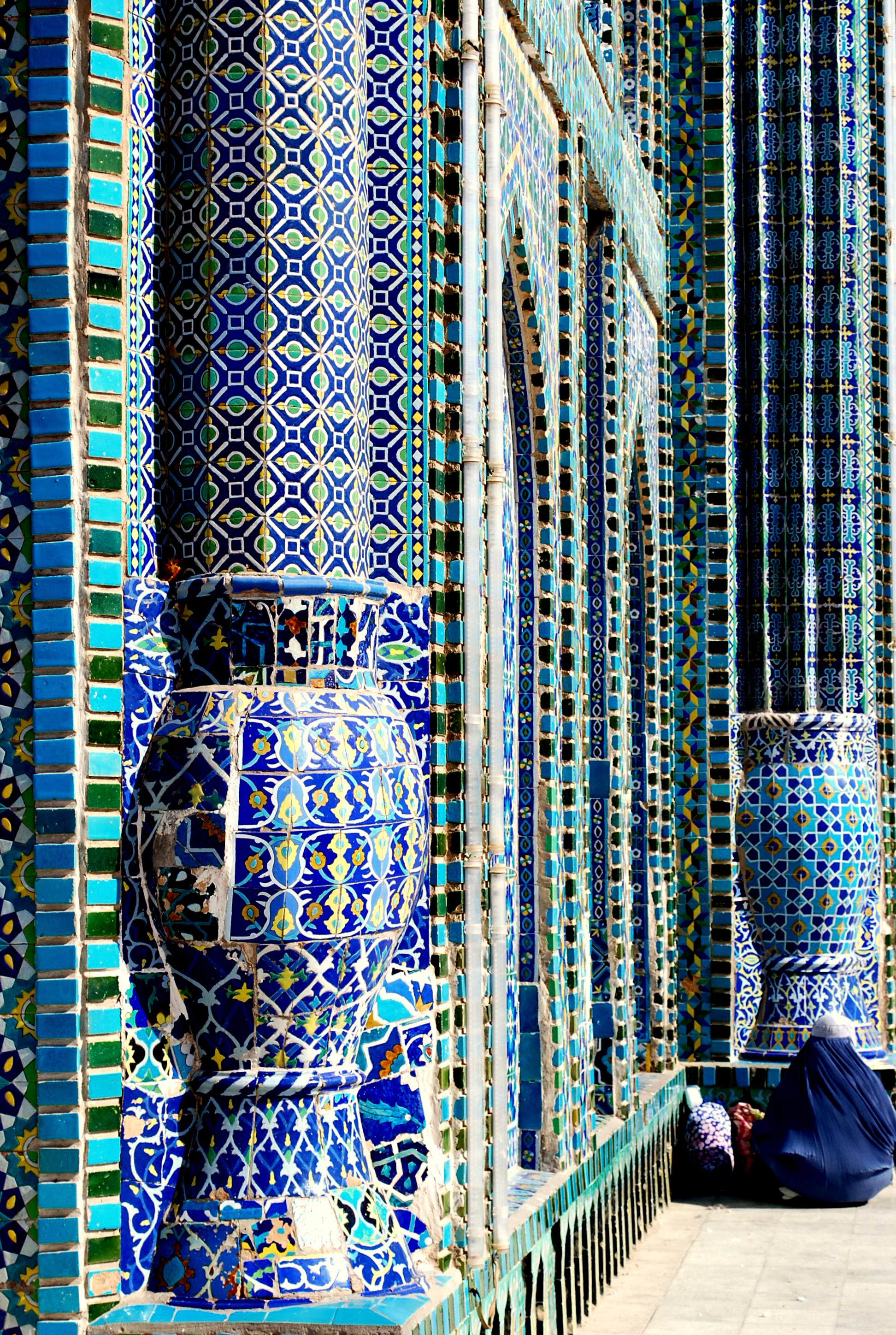
Орнамент Голубой мечети в Мазари-Шариф (Афганистан)

Орнамент разнообразен. Каллиграфический представлен куфическим письмом (приоритет отдан словам Аллах и Мухаммад). Геометрический — гирихом, медальонами, спиралями, ромбами и шестиугольниками. Растительный орнамент — переплетающимися стеблями и цветами. Преобладающий цвет (ранг) "бирюзово-голубой", орнамент — "сине-золотой". Тимуридский поэт Алишер Навои различает цвета кўк (небесно-голубой) и нил (синий, индиго). Также в оформлении присутствуют зеленый, красный (киноварь), желтый (охра), черный и белый (ганч). Свободные от плитки поверхности могут покрываться алебастром.

## Садово-парковое искусство
Определенного развития достигло садово-парковое искусство. Сады Тамерлана представляли собой квадрат, обнесенный высокой стеной (дувал). В углах сада стояли башни-минареты, а в центре — беседки или дворцы. Внутреннее пространство делилось на 4 сектора (чарбаг). Ось сада составляла аллея-хиабан шириной в 3 зиры, вокруг которой несколькими рядами росли деревья (чинар, карагач, кипарис и белый тополь). Обязательными элементами сада были бассейн-хауз (узб. hovuz) квадратной формы и фруктовые деревья (айва, абрикос, персик, вишня). Из цветов в клумбах преобладали ирисы, фиалки, нарциссы, крокусы, тюльпаны и розы.

## Влияния
Тимуридская архитектура была исходной для сложения зодчества трёх новообразованных государств в XVI—XVIII веках в Средней Азии, Индии и Иране, в которых наблюдался ряд общих тенденций развития. Немалую роль в этом играли развивающиеся торговые, дипломатические связи и обмен мастерами. Так, в середине XVII века в интерьеры медресе Абдулазиз-хана в Бухаре украшала стенопись с пейзажем индийской архитектуры, а в строительстве известного мавзолея Тадж-Махал в Агре принимали участие два резчика по камню из Бухары и один специалист по устройству навершия купола из Самарканда.